# Arthur Anselm Pearson
Arthur Anselm Pearson (Londra, 12 aprile 1874 – 13 marzo 1954) è stato un micologo britannico.

## Biografia
Nato a Londra, studiò in Belgio. Dopo aver lasciato la scuola lavorò come marinaio prima di entrare a far parte, a quindici anni, dell'azienda "British Belting & Asbestos Ltd" di Cleckheaton nello Yorkshire,  dove trascorse il resto della sua carriera lavorativa, diventandone prima segretario, poi direttore nel 1912 e infine presidente nel 1937.
Aveva un interesse per la musica, in particolare madrigali, canti popolari e danze popolari. Nel 1924, infatti, aderì alla English Folk Dance and Song Society dove diede il suo contributo alla pubblicazione dell'Indice dei canti popolari.
Per molti anni visse a Haslemere, Surrey.  Intorno al 1910 Pearson iniziò la ricerca micologica, incoraggiato da John Ramsbottom, micologo presso il Museo di Storia Naturale di Londra.
Le sue prime pubblicazioni, scritte insieme a E. M. Wakefield, si occupavano di funghi corticioidi e di eterobasidiomiceti britannici, ma successivamente sviluppò una competenza nella tassonomia degli agarici, pubblicando una serie di articoli su questo gruppo di funghi dal 1919 al 1952. Nel 1948 produsse una check-list delle specie micologiche britanniche insieme a R. W. G. Dennis del Royal Botanic Gardens, Kew.
Pearson parlava diverse lingue europee, raccolse funghi in Spagna e Portogallo, sui quali scrisse brevi articoli.
Fu membro attivo della Société mycologique de France, e gli fu attribuita l'introduzione di nuove idee sulla moderna tassonomia micologica in Gran Bretagna.
Nel 1911 aderì alla  British Mycological Society, nel 1931 ne fu eletto presidente e fu rieletto di nuovo nel 1952.
Nel 1946 fu anche presidente della Yorkshire Naturalists Union e membro della Linnean Society of London.
Nel 1948 fu invitato a ricercare i funghi in Sud Africa, dove individuò una serie di nuove specie. I suoi ultimi lavori furono una serie di chiavi dei generi di funghi britannici, molti dei quali furono pubblicati postumi dal suo amico e collega micologo P. D. Orton.

## Specie di funghi descritte
Pearson descrisse diverse nuove specie di funghi e almeno otto specie di funghi prendono il suo nome, tra i quali :
- Cortinarius pearsonii
- Paullicorticium pearsonii
- Squamanita pearsonii

## Pubblicazioni
Di seguito sono elencate alcune pubblicazioni di A.A. Pearson:
- Pearson, A. A. (1921). New British hymenomycetes. Transactions of the British Mycological Society 7: 55–58.
- Pearson, A. A. (1948). The genus Russula. Naturalist (London) 1948: 85–108.
- Pearson, A. A. (1950). Cape agarics and boleti. Transactions of the British Mycological Society 33: 276–316.
- Pearson, A. A. (1954). The genus Inocybe. Naturalist (London) 1954: 117–140.
- Pearson, A. A. & Dennis, R. W. G. (1948). Revised list of British agarics and boleti. Transactions of the British Mycological Society 31: 145–190.